# Blockhaus (Dresden)

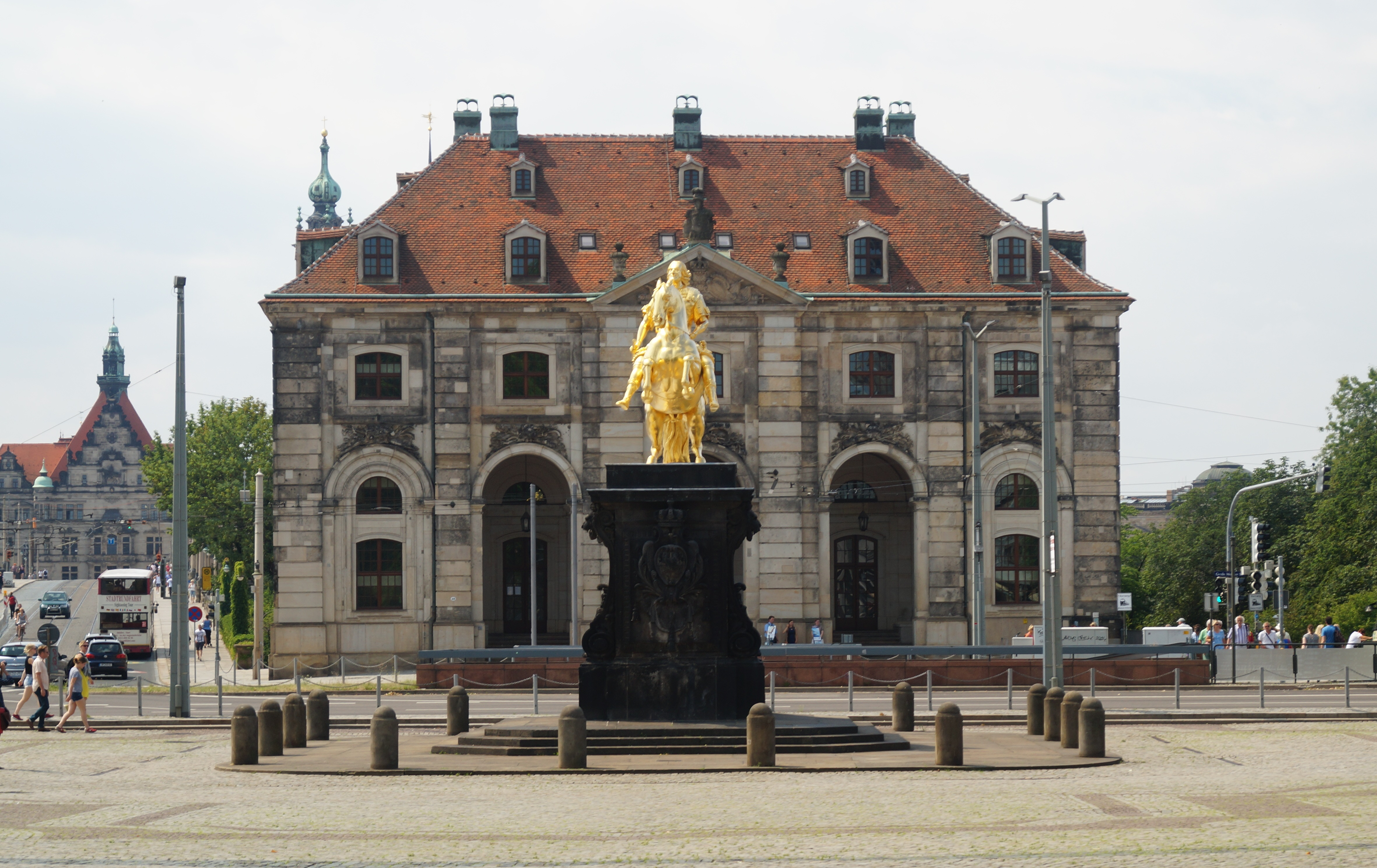
Blockhaus und Goldener Reiter vom Neustädter Markt aus gesehen

Als Blockhaus wird in Dresden die Neustädter Wache an der Westseite des Neustädter Brückenkopfes der Augustusbrücke bezeichnet. Das freistehende Gebäude befindet sich am Neustädter Markt, wenige Meter vom Goldenen Reiter entfernt. Der Architekt war Zacharias Longuelune.

## Geschichte

### Entwurf

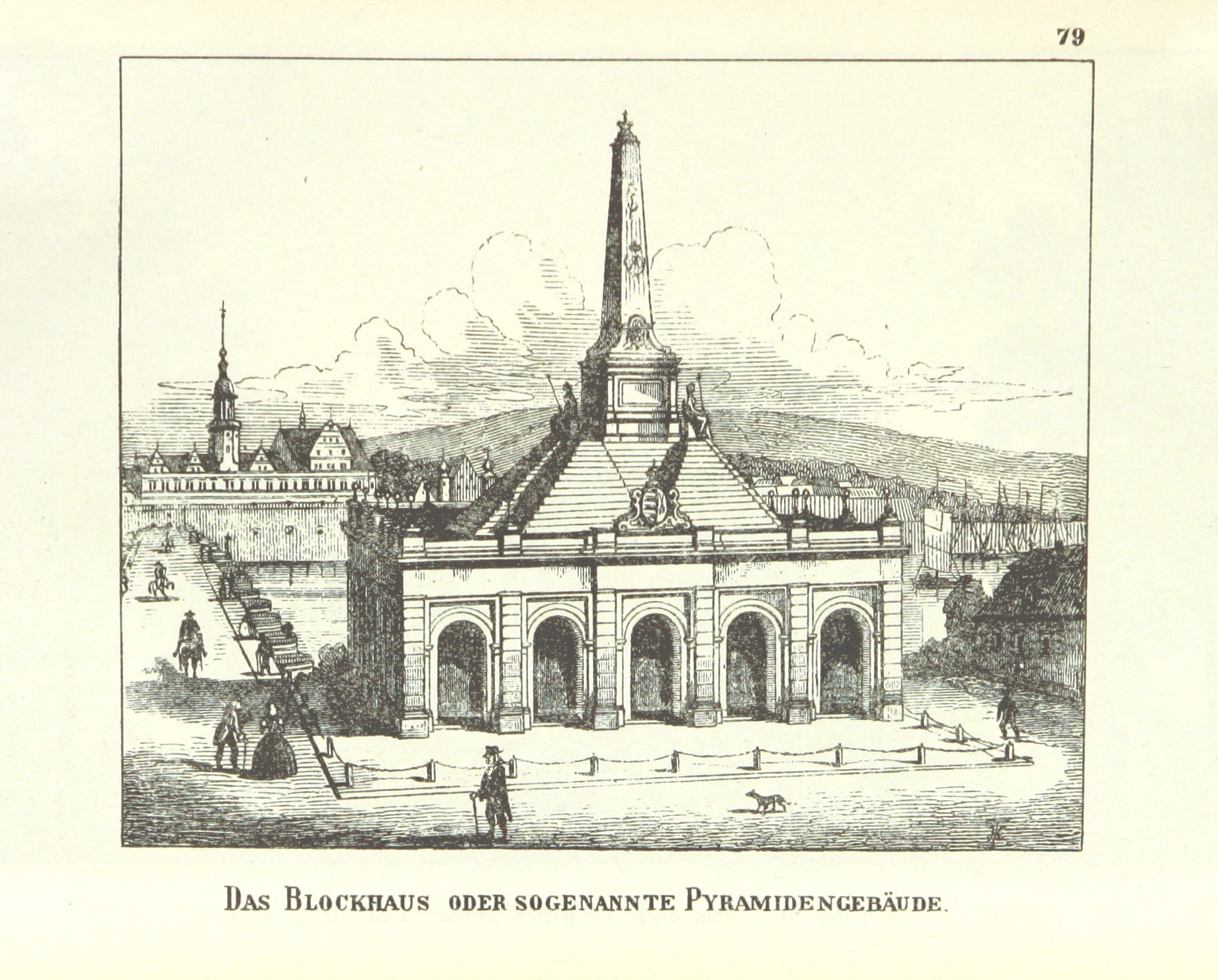
Das Blockhaus oder sogenannte Pyramidengebäude nach Plänen von Zacharias Longuelune. Ab 1732 als Unterbau ohne die Pyramide errichtet und 1749–1755 durch Johann Christoph Knöffel oder Johann Georg Maximilian von Fürstenhoff aufgestockt.

Die Neustädter Wache wurde 1732 bis 1737 nach Plänen von Zacharias Longuelune errichtet. Zuvor hatte an dieser Stelle ab 1683 ein hölzerner Vorgängerbau gestanden, dessen umgangssprachliche Bezeichnung „Blockhaus“ später auch auf den Neubau überging. Die Grundsteinlegung erfolgte am 3. August 1732. Ursprünglich sollten an beiden Seiten des Neustädter Brückenkopfs der Augustusbrücke zwei symmetrische Bauten entstehen. Auf dem Dach des östlichen, nicht realisierten Baus, war ein überdimensionales Reiterdenkmal Augusts des Starken vorgesehen, auf dem westlichen Gebäude ein pyramidenartiger Obelisk mit einem Medaillon des Kurfürsten. Aus finanziellen Gründen entschied man sich jedoch, nur eines dieser Gebäude zu errichten.

### Bau und Geschichte im 18. Jahrhundert
Die Arbeiten gingen nach der feierlichen Grundsteinlegung zunächst schnell voran, so dass das Gebäude bis Oktober 1732 bis zum Hauptsims realisiert wurde. Bereits wenige Monate später, am 1. Februar 1733 starb jedoch der Kurfürst, was zur Einstellung aller Arbeiten führte. Erst sechs Jahre danach wurde der Rohbau zum Witterungsschutz mit einem Notdach versehen, welches 1747 einem Sturm zum Opfer fiel. Auf Drängen des Neustädter Kommandanten General Graf Unruh, entschied sich Kurfürst Friedrich August II., den Bau in veränderter Form zu vollenden.
Nach Planungen Johann Christoph Knöffels wurde ein zusätzliches Zwischengeschoss aufgesetzt und das Haus – ohne die Pyramide – mit einem ziegelgedeckten Satteldach abgeschlossen. In diesem Zuge integrierte man den umlaufenden Bogengang in den kubischen Baukörper. Seit Dezember 1749 war im Blockhaus die Neustädter Wache untergebracht.
In dem Haus unterzeichneten im Verlauf des Siebenjährigen Krieges am 4. September 1759 die preußischen Truppen ihre Kapitulation, woraufhin Dresden von den Österreichern besetzt wurde.

### Geschichte vom 19. Jahrhundert bis 1945
Mit dem Abbruch der Dresdner Festungswerke erlosch 1809 auch die Neustädter Kommandantur, wodurch das Gebäude seine ursprüngliche Funktion verlor. Zunächst war hier noch eine Wache untergebracht, bevor das Blockhaus ab 1823 bis 1843 und erneut zwischen 1849 und 1851 Wohnsitz der Gouverneure von Dresden wurde. Zwischen 1844 und 1848 diente es als Wohnung des sächsischen Kriegsministers Gustav von Nostitz-Wallwitz. Während des Dresdner Maiaufstands befand sich hier das Quartier der antirevolutionären Kräfte. In diesen Tagen fanden im Blockhaus Ministerkonferenzen, Besprechungen der Truppenbefehlshaber und Verhandlungen zwischen Militärs und der Provisorischen Regierung statt.
Nach der Niederschlagung der bürgerlich-demokratischen Revolution blieb es zunächst Sitz des sächsischen Kriegsministeriums und nahm verschiedene militärische Behörden, darunter das Oberkriegsgericht, die Militärbuchhalterei und das Kriegszahlamt auf. Um zusätzlichen Platz zu gewinnen, erfolgte in den Jahren 1892 und 1893 ein Ausbau der Dachgeschosszone nach Plänen des Architektenbüros Sommerschuh & Rumpelt. Das hohe Ziegeldach wurde durch ein flacheres Kupferdach ersetzt und außerdem wurden einige Schmuckelemente an der Fassade angebracht.
Mit der Novemberrevolution 1918 und der Gründung der Weimarer Republik gingen sämtliche Verteidigungsaufgaben an den Deutschen Staat über, sodass das sächsische Kriegsministerium aufgelöst wurde. Zuvor hatte es am 12. April 1919 am Blockhaus eine Großkundgebung ehemaliger Frontsoldaten gegeben, die gegen die von der Regierung beschlossene Herabsetzung ihrer Versorgungsansprüche protestieren. Bei den gewaltsamen Aktionen gelang es den Aufständischen mehrere Maschinengewehre zu erbeuten und das Blockhaus zu stürmen. Der sächsische Minister Gustav Neuring wurde dabei von Kundgebungsteilnehmern überwältigt und nach einem erfolglosen Versuch, zu den Soldaten zu sprechen, in die Elbe gestürzt und erschossen. Erst am 8. Mai fand man seine Leiche am Fährhaus Kötitz bei Gauernitz. Über Dresden wurde der Belagerungszustand verhängt und der Aufstand durch angeforderte Reichswehrtruppen niedergeschlagen.
Ab 1922 beherbergte das Blockhaus das Wehrkreiskommando IV der Reichswehr. 1933 bezog die Wehrkreisbücherei mit wertvollen Bücher- und Kartenbeständen das Gebäude. Durch die Bombardierung im Zweiten Weltkrieg brannte das Blockhaus aus und blieb danach 35 Jahre lang eine Ruine.

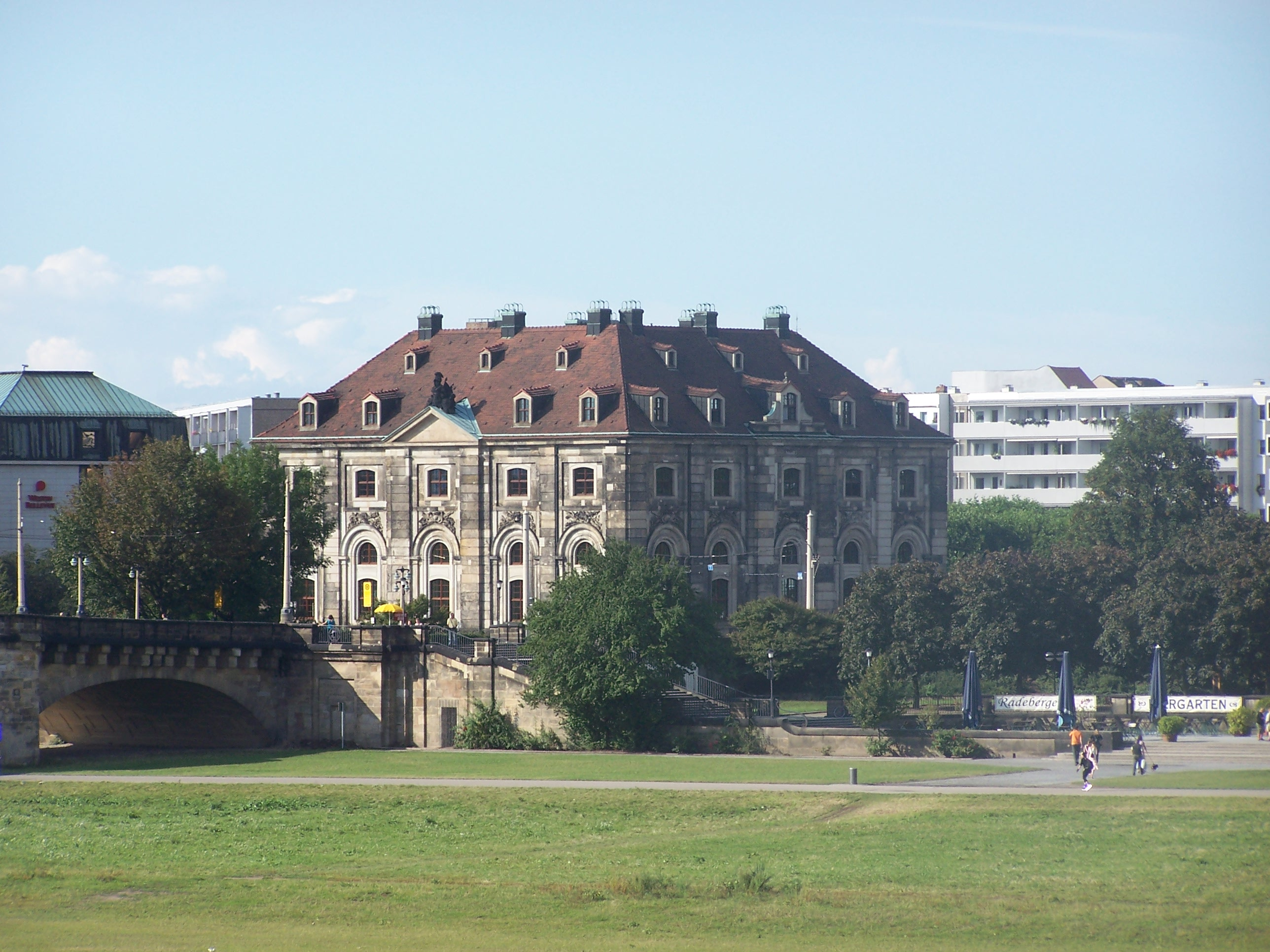
Neustädter Wache, Ansicht von Süden

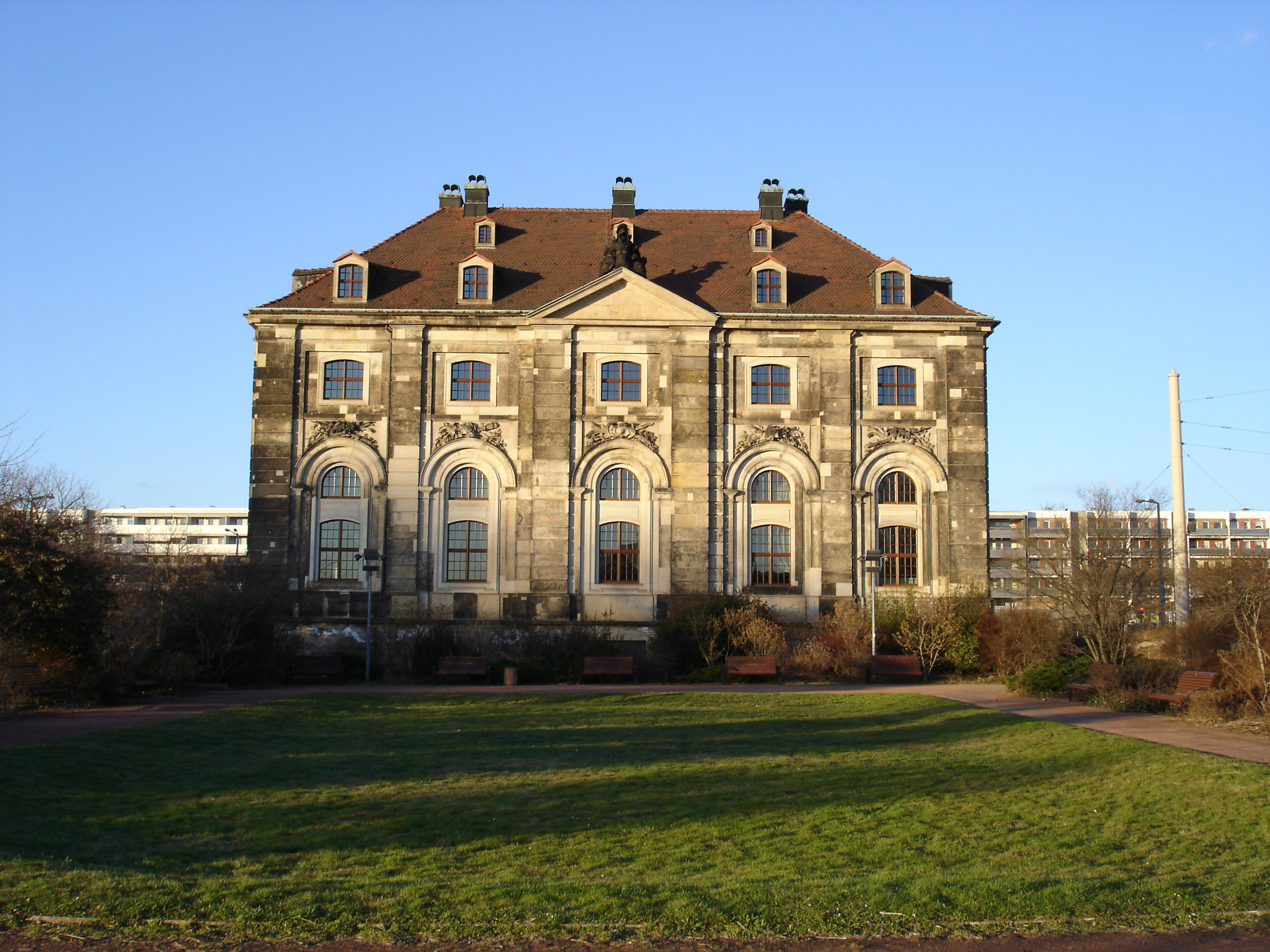
Uferseite

### Wiederaufbau und Nutzung bis 2015
Zwischen 1978 und 1982 erfolgte der Wiederaufbau des historischen Gebäudes. Äußerlich orientierte man sich dabei am Ursprungszustand und verzichtete auf die Rekonstruktion des Dachausbaus von 1892. Bis 1989 diente das Blockhaus als Haus der Deutsch-Sowjetischen Freundschaft und wurde für verschiedene politische und kulturelle Veranstaltungen genutzt. Außerdem gab es eine öffentliche Gaststätte.
Nach der Wende wurde das Restaurant geschlossen und das Gebäude 1994 vom Bund an den Freistaat Sachsen veräußert. Der Kaufvertrag enthielt dabei als „Gegenleistung“ für den Vorzugspreis von 3,6 Millionen Euro die Zweckbindungsklausel „… der Käufer verpflichtet sich, das Grundstück für einen Zeitraum von 15 Jahren … weiter für Zwecke der unmittelbaren Verwaltung zu nutzen…“. Somit wurde das Blockhaus seither für Veranstaltungen der Landesregierung genutzt, zudem hatten darin die Sächsische Akademie der Künste, die Außenstelle Dresden der Sächsischen Akademie der Wissenschaften und die Sächsische Landesstiftung Natur und Umwelt ihren Sitz.
Durch unzureichende Hochwasserschutzmaßnahmen wurde das Haus im Sommer 2013 erneut flutgeschädigt. Das Haus wurde zum Winter 2013 ohne Sanierungsmaßnahmen geschlossen. Mit dem Auslaufen der Zweckbindung wurden die ansässigen Institutionen zum Auszug genötigt. Die Institutionen bezogen Ausweichquartiere, so arbeitet die Sächsische Akademie der Künste derzeit in einem Interimsquartier am naheliegenden Palaisplatz 3. Die Außenstelle der Sächsischen Akademie der Wissenschaften bezog ebenfalls am Palaisplatz 3 ihre Arbeitsräume und die Sächsische Landesstiftung Natur und Umwelt ist bis auf Weiteres im Gebäudekomplex auf der Riesaer Straße 7 tätig.
Seit dem Auszug der Mieter arbeitete der Staatsbetrieb Sächsisches Immobilien- und Baumanagement (SIB) an einem Nutzungskonzept für das sanierungsbedürftige Gebäude. Ergebnisse lagen bis 2015 nicht vor.

## Umbau und Nutzung als Archiv der Avantgarden
Im Juni 2016 wurde bekannt gegeben, dass das Gebäude für 20 Millionen Euro saniert werden soll, um danach das Archiv der Avantgarden des Kunstsammlers Egidio Marzona aufzunehmen. Marzona hatte zwischen 2016 und 2018 etwa 1,5 Millionen Stücke den Staatlichen Kunstsammlungen Dresden geschenkt.

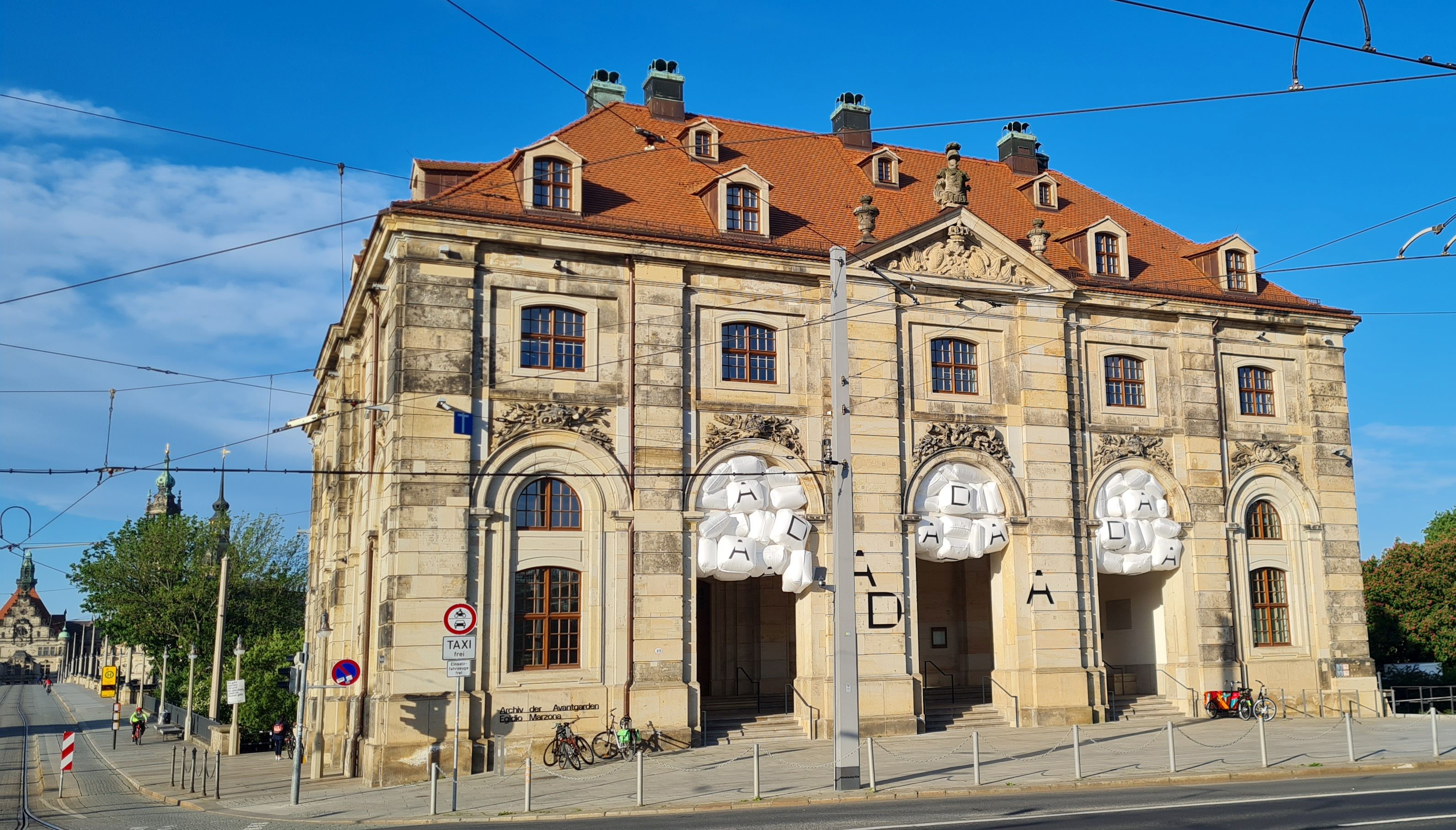
Das Blockhaus mit dem Archiv der Avantgarden

Die Sanierung begann 2019 mit umfangreichen Abbrucharbeiten des Dachs, von Wänden, Decken und Fundamenten. Bauteile mit historischem Wert wurden kartiert, begutachtet und bis zum Wiedereinbau gelagert. Das Architekturbüro Nieto Sobejano Arquitectos hatte den Wettbewerb zur Umgestaltung gewonnen. Für die Sammlung selbst wurde ein schwebender Kubus im Raum gebaut. Im Erdgeschoss entstand eine Fläche für Vorträge, Ausstellungen und Workshops sowie eine Cafeteria. Die insgesamt 1.900 Quadratmeter Fläche teilen sich auf: das Archiv zu 39 %, die Aktionsfläche zu 24 % und das Foyer, Büros sowie Lagerflächen zu 24 %. Zum Hochwasserschutz wurde eine Weiße Wanne eingezogen. Alle Fenster sind abdichtbar. Die Ausstellung wurde am 4. Mai 2024 im Rahmen eines feierlichen Festakts eröffnet.